# Telerik
Telerik est une entreprise bulgare fournissant des outils de développement pour des applications de bureau, web et mobiles. L'entreprise a été fondée en 2002 et propose aujourd'hui une plateforme de développement en ligne pour les applications hybrides.
L'entreprise a été acquise par Progress Software le 22 octobre 2014.